# Zaurbek Sochijev
Zaurbek Sochijev (Sochity) (* 1. června 1986) je bývalý ruský zápasník–volnostylař osetské (digorské) národnosti, který od roku 2005 reprezentoval Uzbekistán.

## Sportovní kariéra
Narodil se v dnešním Tádžikistánu, v době kdy jeho otec Mair působil v této postsovětské republice jako sportovec vzpěrač. Jeho rodina pochází ze severoosetské oblasti města Digora, obec Karman-Sindzikau. V době občanská války v Tádžikistánu v první polovině devadesátých let dvacátého století se s rodiči přestěhoval do severoosetského Vladikavkazu. Zápasení se věnoval od 8 let pod vedením Aslanbeka Bekojeva. Později ho vedl významný osetský trenér Kazbek Dedegkajev, který ho v roce 2005 doporučil jako talentovaného sportovce představitelům uzbeckého sportu. V roce 2007 se třetím místem na Mistrovství světa v Istanbulu kvalifikoval ve váze do 84 kg na olympijské hry v Pekingu, kde prohrál ve druhém kole s ruským osetem Giorgi Ketojevem 0:2 na sety. V roce 2009 získal titul mistra světa v dánském Herningu, ale do olympijského roku 2012 formu kvůli vleklým zraněním neudržel. Na olympijské hry v Londýně se kvalifikoval v březnu druhým místem na asijské olympijské kvalifikaci v Astaně. V Londýně prohrál v úvodním kole s reprezentantem Ukrajiny Ibragimem Aldatovem těsně 1:2 na sety. Sportovní kariéru ukončil v roce 2015.

## Výsledky
| Olympijské hry    |     |    |    | úč. |    |    |     | úč. |     |  |  |  |  |  |  |  |  |  |  |  |  |  |
| Mistrovství světa | —   | 3. | 3. |     | 1. | 2. | úč. |     | úč. |  |  |  |  |  |  |  |  |  |  |  |  |  |
| Asijské hry       |     | 2. |    |     |    | —  |     |     |     |  |  |  |  |  |  |  |  |  |  |  |  |  |
| Mistrovství Asie  | —   | 2. | —  | —   | —  | —  | 3.  | —   | —   |  |  |  |  |  |  |  |  |  |  |  |  |  |
| MS juniorů        | úč. | —  |    |     |    |    |     |     |     |  |  |  |  |  |  |  |  |  |  |  |  |  |